# T. Coleman du Pont

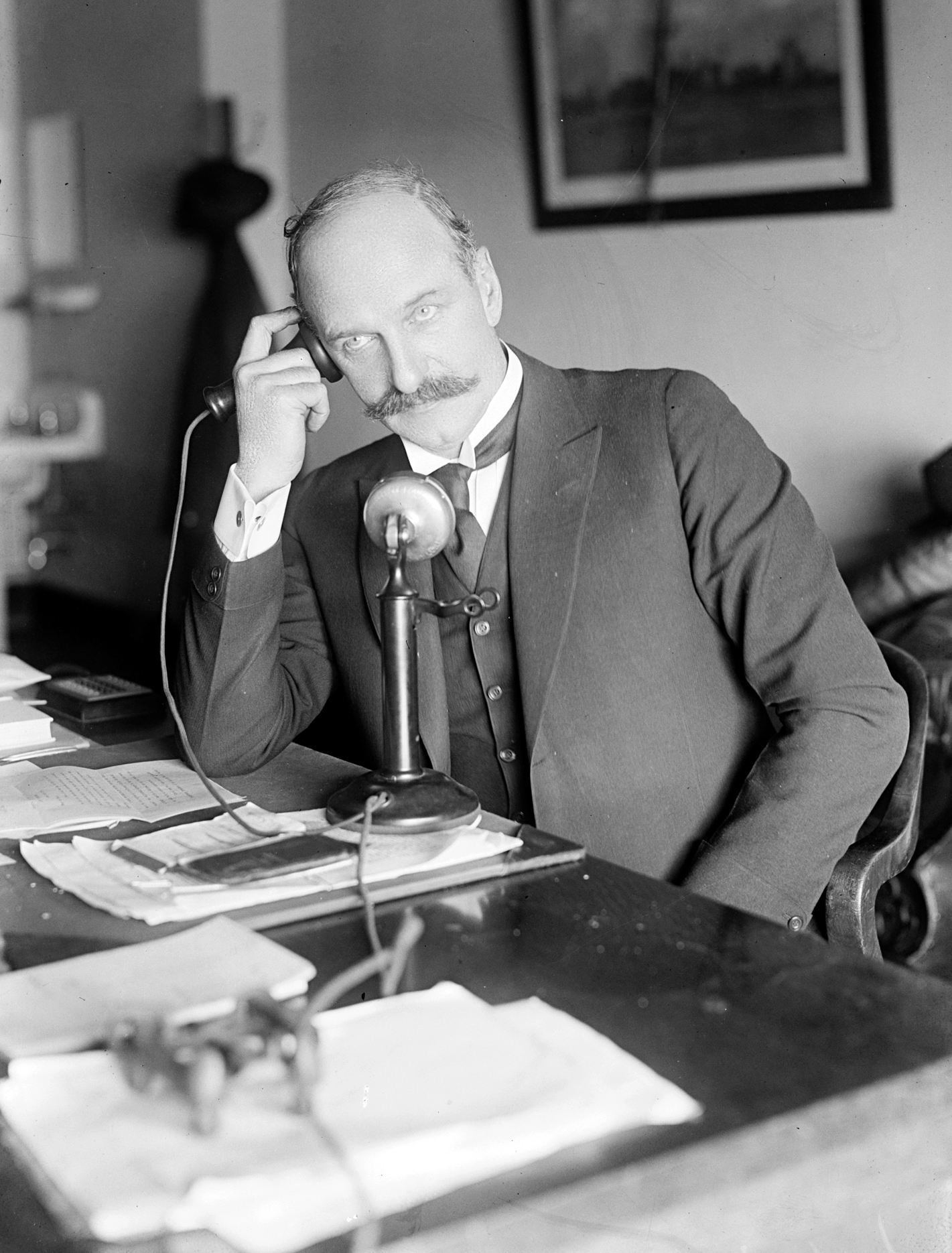
T. Coleman du Pont

Thomas Coleman du Pont (* 11. Dezember 1863 in Louisville, Kentucky; † 11. November 1930 in Wilmington, Delaware) war ein US-amerikanischer Geschäftsmann und Politiker (Republikanische Partei), der den Bundesstaat Delaware im US-Senat vertrat.

## Frühe Jahre
Thomas Coleman du Pont, der hauptsächlich unter seinem Mittelnamen Coleman bekannt wurde, war der Cousin von Henry A. du Pont, der von 1906 bis 1917 für Delaware im US-Senat saß. Sein Urgroßvater Eleuthère Irénée du Pont war aus Frankreich eingewandert und hatte 1802 das Unternehmen E. I. du Pont de Nemours and Company gegründet, einen Schwarzpulver-Hersteller. Später wurde daraus der weltweit operierende Chemiekonzern DuPont.
Nach dem Besuch der Urbana University in Ohio und der Chauncy Hall School in Boston absolvierte Coleman du Pont das Massachusetts Institute of Technology und machte dort seinen Abschluss in Ingenieurwissenschaften. Danach war er zunächst als Ingenieur in den Kohlebergwerken tätig, die sich im Besitz seiner Familie befanden. Danach arbeitete er im Straßenbahnbau. 1894 wurde er Generaldirektor der Johnson Street Rail Company in Johnstown (Pennsylvania).

## Aufstieg als Unternehmer
Mit seinen beiden Cousins Alfred I. du Pont und Pierre S. du Pont übernahm Coleman du Pont die finanzielle Kontrolle über das Sprengstoffgeschäft ihrer Familie in Delaware. Mit 1902 bis 1915 stand er diesem Unternehmen als Präsident vor; in dieser Zeit gingen mehr als 100 Konkurrenzbetriebe im Du-Pont-Konzern auf. Mit der E. I du Pont de Nemours Company wurde unter seiner Aufsicht eine Holding mit Sitz in New Jersey gegründet. 1907 wurde die DuPont Company wegen Verstoßen gegen Kartellrechtsbestimmungen verklagt. Coleman du Pont verkaufte seinen Anteil am Unternehmen 1914 und verließ es im folgenden Jahr.
In der Folge betätigte sich du Pont im Hotelgewerbe. Unter anderem besaß er die geschäftliche Kontrolle über das Hotel McAlpin in Manhattan und das Claridge Hotel in Atlantic City. Zusammen mit seinem Geschäftspartner Lucius M. Boomer erwarb er 1918 das Waldorf-Astoria in New York, 1920 das Willard Hotel in Washington, D.C. und 1925 das Bellevue-Stratford Hotel in Philadelphia. Überdies war er auch in der Versicherungsbranche aktiv und übernahm im Jahr 1915 die Equitable Life Assurance Society, den ältesten Versicherungsverein auf Gegenseitigkeit der Welt, von J. P. Morgan.

## Politische Laufbahn
Im Jahr 1908 wurde Coleman du Pont Mitglied des Republican National Committee, dem er bis 1930 angehörte. Unter seiner Führung fand die in mehrere Fraktionen gespaltene Republikanische Partei von Delaware zu ihrer Einheit zurück.
Nach dem Rücktritt von US-Senator Josiah O. Wolcott am 2. Juli 1921 wurde du Pont durch Gouverneur William Denney zu dessen Nachfolger im Kongress ernannt. Er nahm seinen Sitz in Washington, D.C. ab dem 7. Juli desselben Jahres ein, verlor aber sowohl die Nachwahl als auch die Wahl für die folgende Legislaturperiode gegen den Demokraten Thomas F. Bayard, sodass er am 7. November 1922 zunächst wieder aus dem Senat ausscheiden musste.
Im Jahr 1924 bewarb er sich erfolgreich um die Nominierung seiner Partei für Delawares zweiten Senatssitz, wobei er sich in der Primary gegen Amtsinhaber L. Heisler Ball durchsetzte. Die eigentliche Wahl gewann er dann gegen den Demokraten James M. Tunnell, woraufhin er am 4. März 1925 in den Kongress zurückkehrte. Gesundheitliche Probleme zwangen ihn jedoch dazu, sein Mandat bereits am 9. Dezember 1928 wieder niederzulegen.
In seinen letzten Lebensjahren sah Coleman du Pont sich Rechtsstreitigkeiten wegen Grundstücksverkäufen in Florida gegenüber. Außerdem wurde über seine Verwicklung in den Teapot-Dome-Skandal diskutiert. Er starb im November 1930 an Speiseröhrenkrebs und wurde auf dem Familienfriedhof in Greenville beigesetzt.